# 鹿児島県護国神社
鹿児島県護国神社（かごしまけんごこくじんじゃ）は、鹿児島県鹿児島市草牟田二丁目にある神社（護国神社）である。

## 祭神
明治維新以降の国事に殉じた鹿児島県出身の殉死者や、殉職した自衛官、警察官、消防士等77,000柱余を祀る。

## 歴史
明治元年（1868年）、明治天皇から与えられた鳥羽・伏見の戦いの戦死者を祀るための金500両により創建された靖献霊社（いさたまれいしゃ）に始まる。当初は照国神社の右手横（現在の戊辰駐車場）に鎮座していた。明治8年に鹿児島招魂社に改称、昭和14年（1939年）に鹿児島県護国神社に改称した。戦後の昭和22年（1947年）、軍国主義施設として廃止されるのを免れるため、薩隅頌徳神社（さつぐうしょうとくじんじゃ）に改称し、翌23年に現在地に遷座、同26年に現社名に復した。

平成19年4月には特攻勇士の像が建立された。

## 神社周辺
- 鹿児島県立鹿児島工業高等学校 - 当神社の向かいにあり、学校の弓道場（兼部室）が完成するまでは、護国神社の弓道場を使用していた。